# Barri dels Periodistes
El Barri dels Periodistes és un conjunt de cases construïdes a partir de l'any 1918 per la Cooperativa de Periodistas para la Construcción de Casas Baratas que van ocupar una part del barri de Can Baró (Barcelona), amb unes seixanta cases. Dissenyades a gust del soci-propietari, van conservar una part de vegetació i van crear jardins que rodejaven la casa d'acord amb dels conceptes higiènics de l'època.
El procés d'urbanització va ser un repte donat que el terreny presentava un gran desnivell i era molt pedregat. La tasca va anar a càrrec de l'ajuntament que establí nous carrers els quals foren nomenats amb noms de periodistes. Alguns d'aquests carrers encara són presents, com el de Vallseca, el de Pablo Sáez de Barés i el de Miquel dels Sants Oliver, i d'altres, van ser substituïts, com el de Ramiro de Maeztu el 2022 per Ana María Matute Ausejo, per tal de feminitzar el nomenclàtor.